# Гидроксид магния
Гидрокси́д ма́гния — неорганическое вещество, осно́вный гидроксид металла магния, имеет формулу Mg(OH)2. Слабое нерастворимое основание.

## Описание
При стандартных условиях гидроксид магния представляет собой аморфное вещество. При температуре выше 350 °C разлагается на оксид магния и воду. Поглощает углекислый газ и воду из воздуха с образованием основного карбоната магния. Гидроксид магния практически нерастворим в воде, но растворим в солях аммония. Является слабым основанием, даже ничтожная его часть, растворившаяся в воде, сообщает раствору слабощелочную реакцию и окрашивает индикаторы, например, фенолфталеин, в розовый цвет. Встречается в природе в виде минерала брусита.

## Получение
- Взаимодействие растворимых солей магния с щелочами:

В общем виде:
{\displaystyle {\mathsf {Mg^{2+}+2\ OH^{-}\longrightarrow Mg(OH)_{2}\downarrow }}}
Примеры:
{\displaystyle {\mathsf {MgCl_{2}+2NaOH\longrightarrow Mg(OH)_{2}\downarrow +2NaCl}}}
{\displaystyle {\mathsf {Mg(NO_{3})_{2}+2KOH\longrightarrow Mg(OH)_{2}\downarrow +2KNO_{3}}}}
- Взаимодействие раствора хлорида магния с обожжённым доломитом:

{\displaystyle {\mathsf {MgCl_{2}+CaO\cdot MgO+2H_{2}O\longrightarrow 2Mg(OH)_{2}\downarrow +CaCl_{2}}}}
- Взаимодействие металлического магния с парами воды:

{\displaystyle {\mathsf {Mg+2H_{2}O\longrightarrow Mg(OH)_{2}\downarrow +H_{2}\uparrow }}}

## Химические свойства
- Как и все слабые основания, гидроксид магния термически неустойчив. Разлагается при нагревании до 480 °C:

{\displaystyle {\mathsf {Mg(OH)_{2}{\xrightarrow {\Delta T}}MgO+H_{2}O}}}
- Взаимодействует с кислотами с образованием соли и воды (реакция нейтрализации):

{\displaystyle {\mathsf {Mg(OH)_{2}+2HCl\longrightarrow MgCl_{2}+2H_{2}O}}}
{\displaystyle {\mathsf {Mg(OH)_{2}+H_{2}SO_{4}\longrightarrow MgSO_{4}+2H_{2}O}}}
- Взаимодействие с кислотными оксидами с образованием соли и воды:

{\displaystyle {\mathsf {Mg(OH)_{2}+SO_{3}\longrightarrow MgSO_{4}+H_{2}O}}}
Практически не растворяется в щелочах.

## Применение
Гидроксид магния применяется для связывания диоксида серы, как флокулянт для очистки сточных вод, в качестве огнезащитного средства в термопластических полимерах (полиолефины, ПВХ), как добавка в моющие средства, для получения оксида магния, рафинирования сахара, в качестве компонента зубных паст.
В медицине его применяют в качестве лекарства для нейтрализации кислоты в желудке, а также как очень сильное слабительное.
В Европейском союзе гидроксид магния зарегистрирован в качестве пищевой добавки E528.